# Castagna (Grisignana)
Castagna (in croato Kostanjica) è una località dell'Istria croata, frazione del comune di Grisignana.

## Origini del nome
Castagna prende il nome dai vicini boschi di castagni, che si trovano su buona parte del territorio del comune di Grisignana. In atti e documenti d'archivio la si cita già nell'XI secolo come Villa de Castan. Dagli anni '50 è stato coniato il nome equivalente croato Kostanjica.

## Storia

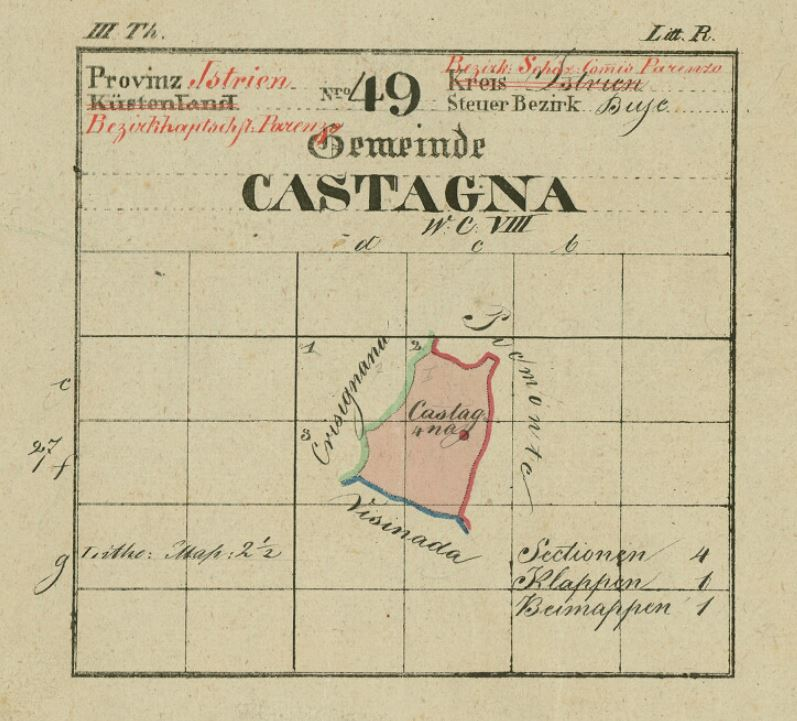
Mappa storica di Castagna (1819), quando l'Istria faceva parte dell'Impero austro-ungarico.

Il colle sul quale oggi sorge Castagna nell'antichità fu abitato dai Romani. Nel XIV secolo si stanziarono nella zona i Morlacchi. Nel 1510 Castagna fu conquistata dai Veneti che nel 1521 ratificarono il possesso con l'editto di Vormazia. Successivamente, nel 1530, Castagna, Bercenigla e Piemonte d'Istria furono vendute all'asta a Giustiniano Contarini, la cui famiglia la mantenne fino al XVIII secolo, quando divenne dominio dell'Impero austro-ungarico. Nel 1919 Castagna entra a far parte dell'Italia (in quel periodo la popolazione italiana era tra il 95 ed il 100%). Tra gli anni quaranta e gli anni settanta la popolazione di Castagna è costretta a scappare dalle proprie case a causa delle persecuzioni da parte dei comunisti jugoslavi nei confronti degli italiani. 
Oggi, anche se Castagna fa parte della Croazia, l'etnia più numerosa è quella italiana e la lingua più diffusa è l'italiano.

## Monumenti e luoghi d'interesse

### Chiesa della Beata Vergine, di San Pietro e Paolo
La chiesa parrocchiale è dedicata alla Beata Vergine ed a san Pietro e san Paolo. Questa porta l'iscrizione "Electamus Genoa 1769" poiché appunto ingrandita nel 1769. Precedentemente era stata ristrutturata nel 1500. La chiesa possiede tre altari ed il maggiore è in marmo ed è ornato dalle statue dei santi ai quali è dedicata la chiesa. Il campanile veneto è a base quadrata con la torre e la cuspide ottagonale.

## Società

### Evoluzione demografica
Nel 2001 si contavano 51 abitanti, divisi tra 21 nuclei familiari.

### Etnie e minoranze straniere
|          |          |  |        |        |
| -------- | -------- |  | ------ | ------ |
| Italiani | Italiani |  | 33,33% | 33,33% |
| Istriani | Istriani |  | 56,25% | 56,25% |
| Croati   | Croati   |  | 8,33%  | 8,33%  |
| Serbi    | Serbi    |  | 2,08%  | 2,08%  |

### Tradizioni e folclore
In occasione della festa di San Pietro e Paolo le statue dei santi venivano portate a mano, sorrette da quattro persone per statua, e seguivano il prete che guidava la processione. Gli abitanti in corteo seguivano la processione con candele e lumini. Tutti i balconi e le finestre delle vie in cui si passava con la venerata immagine venivano addobbati con fiori o con lumi, in segno di festa. Dopo l'esodo questa ricorrenza è andata persa.

## Economia
Tra le attività svolte nel piccolo borgo spicca l'agricoltura, in particolare la viticoltura per la di produzione di vino.